# Teodora Inácia Gomes
Teodora Inácia Gomes (Quínara, 13 de septiembre de 1944) es una bisauguineana, excombatiente de la guerra de Independencia de Guinea-Bisáu del dominio portugués, diputada del Partido Africano para la Independencia de Guinea y Cabo Verde (PAIGC) y luchadora por derechos de la mujer.

## Biografía
Inácia, con el apellido familiar de “Obono”, nació en Empada, Región de Quinara, en el sur de Guinea-Bisáu. Hija, entre cuatro hermanos, de Inácio Pedro Gomes, de Bissau, de etnia Manjaca, y de Nhanha de Silva, de etnia Bijago. Teodora fue educada en el ámbito de la cultura cristiana y profesaba la religión católica, como todos los miembros de su familia.
Su padre se trasladó en su juventud a Portugal, a la ciudad del Oporto, y fue de los pocos africanos de la época que estudió fuera de la entonces colonia. Ocupó cargos de prestigio, tenía importantes contactos con el Partido Comunista Portugués y formó parte de los primeros años de la organización armada del movimiento de liberación. Su madre viene de una etnia cuya organización social es fundamentalmente de tipo matriarcal y también fue militante en la lucha armada.
Teodora subraya la importancia que la relación con su padre tuvo en su formación política, como una de las causas de su movilización para la lucha armada, en 1962, a los 18 años de edad.

## Trayectoria
En 1962, Inácia entró en la lucha armada y desde las filas del PAIGC, movimiento que entre otros principios, establecía la igualdad entre hombres y mujeres, afirmando que “los hombres y las mujeres gozan de los mismos derechos en la familia, en el trabajo y en las actividades públicas”. En el PAIGC, Teodora trabajó de cerca con Amílcar Cabral y colaboró con este en la redacción de los estatutos de los pioneros Abel Djassi. Teodora ejerció cargos además, en estructuras sociales en el ámbito de la salud como socorrista y fue profesora de las escuelas, en las zonas que se iban liberando.
Inácia fue una de las principales mujeres en combate en la guerra de Independencia de Guinea-Bisáu habiendo luchado al lado de Titina Silá, en 1963. Hasta hoy, el día 30 de enero, día de la muerte de Titina Silá durante la travesía del Río de Farim, es conmemorado nacionalmente como el Día Nacional de la Mujer Guineana. En agosto de 1963, Teodora y Titina Silá van juntas a la antigua Unión Soviética hacer una estancia política. Teodora, al igual que otras mujeres combatientes por la independencia, tenía formación militar teniendo esta, incluso dirigió un equipo de 95 jóvenes mujeres para garantizar recursos humanos para la guerrilla. Como jefa, Teodora también daba clases en que explicaba las razones por las cuales luchaban por la independencia y porque combatían la explotación capitalista.
En 1964, recibió una beca de estudios y fue a estudiar a Kiev, en Ucrania. Durante su estancia en Kiev, Teodora participó en movimientos sociales de cariz juvenil y femenino y participó en el desarrollo de actividades políticas difundiendo los ideales y objetivos del movimiento de liberación y de la lucha armada del PAIGC. En 1966, volvió a Conakri, donde mantuvo sus actividades como profesora en el Jardín Escuela de Ratoma (Instituto Amistad). En 1969, fue nombrada directora de esta escuela, donde ejerció estas funciones hasta 1971.
Tras la Guerra de Independencia de Guinea Bisáu, Teodora fue diputada en la Asamblea Nacional Popular de Guinea-Bisáu, por el PAIGC. Inácia fue también una activista feminista que luchó por la defensa de los derechos de las mujeres, participando directamente en la aprobación, en la Asamblea Nacional Popular de Guinea-Bisáu, de la ley contra la mutilación genital femenina. Además de esta ley, Teodora presentó y defendió otras propuestas de ley como las leyes sobre sellos de combatiente de la libertad de la patria, la ley sobre la salud reprodutiva, la ley sobre el tráfico de menores, la ley sobre la planificación familiar y la ley sobre la violencia contra las mujeres.
Inácia participa en una ONG que trabaja en la sensibilización de los partidos políticos para el aumento del número de mujeres en los órganos de gobierno.